# Droga krajowa nr 111 (Węgry)
Droga krajowa nr 111 (węg. 111-es főút) – droga krajowa w północno-zachodnich Węgrzech, w komitacie Komárom-Esztergom. Długość - 8 km. Przebieg: 
- Ostrzyhom – skrzyżowanie z 11
- Dorog – skrzyżowanie z 117 i z 10

## Historia
W latach 2006–2008 na drodze tej wydarzyło się najwięcej wypadków na kilometr. Jeden wypadek zdarzył się na każde 189 m drogi. W 40 wypadkach była jedna ofiara śmiertelna, 25 ciężko rannych i znacznie więcej z lżejszymi obrażeniami. 